# Isn't She Lovely
〈Isn't She Lovely〉는 1976년 음반 《Songs in the Key of Life》의 스티비 원더의 곡이다. 가사는 그의 딸 아이샤 모리스의 탄생을 축하하는 내용이고, 원더는 할렘의 작곡가 겸 스튜디오 주인인 버네타 "버니" 존스와 함께 이 노래를 공동 작업했다.
이 노래는 《Songs in the Key of Life》의 3면을 열고, 실제 출산 중 녹음된 아기의 첫 울음소리로 시작한다. 원더의 확장된 색채 하모니카 솔로가 믹스된 곡의 마지막 부분에 원더가 아이샤를 갓난아기로 목욕시키는 장면을 담은 녹음된 곡이 실려 있다. 노래에서 들리는 모든 악기는 그레그 필린게인즈를 제외한 키보드 부분의 모든 악기가 원더에 의해 연주된다. 녹음 과정에서 베이스 연주자 네이선 와츠가 베이스 기타 라인을 내려 원더에게 가이드 트랙 역할을 했지만, 원더는 결국 이를 자신의 키보드 베이스 연주로 대체했다.
원더가 7인치, 45rpm 포맷에 맞춰 곡의 길이를 줄이기를 꺼려했기 때문에 6분 남짓한 곡은 싱글로 발매되지 않았다. 소비자들이 싱글을 요구함에 따라, 타말라는 1976년 말에 타협했고, 라디오 방송국에 홍보판이 주어졌다. 이 편집본은, 길이 3:12로, 1977년 1월 어덜트 컨템포러리 차트에서 23위에 이를 정도로 많은 방송 시간을 받았다. 이후 이 곡은 많은 아티스트들이 커버하는 재즈와 팝의 표준이 되었다.
원더는 2012년 6월 4일 그녀의 다이아몬드 주빌리 콘서트에서 엘리자베스 2세 여왕을 위해 라이브로 이 노래를 공연했고, 여왕을 지칭하도록 가사를 수정했다.

## 발매
타말라는 긴 음반 버전이 아기 울음 소리와 함께 열리는 노래의 두 가지 버전을 발매했고, 아우트로에는 아이샤가 아기처럼 등장한다. 라디오용으로 편집된 홍보용 싱글은 우는 아기 소리를 빼고 훨씬 짧은 아우트로를 가지고 있다.
이 곡은 상업용 싱글로 발매되지 않았기 때문에 미국과 영국의 주요 차트에 등장하지 않았다. 그러나 라디오 방송으로 인해 1977년 1월 29일 《빌보드》 어덜트 컨템포러리 차트에서 23위에 올랐다.

## 참여 인원
- 스티비 원더 - 보컬, 하모니카, 타악기, RMI 일렉트라 피아노, 펜더 로즈, 베이스 신스, 드럼
- 그레그 필린게인즈 - 키보드